# Алтайські гори

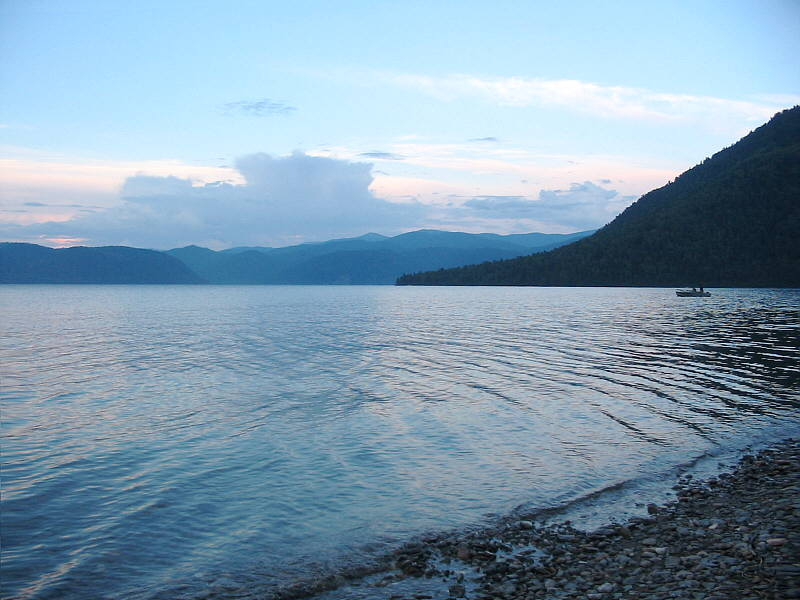
Перлина Алтайських гір — Телецьке озеро

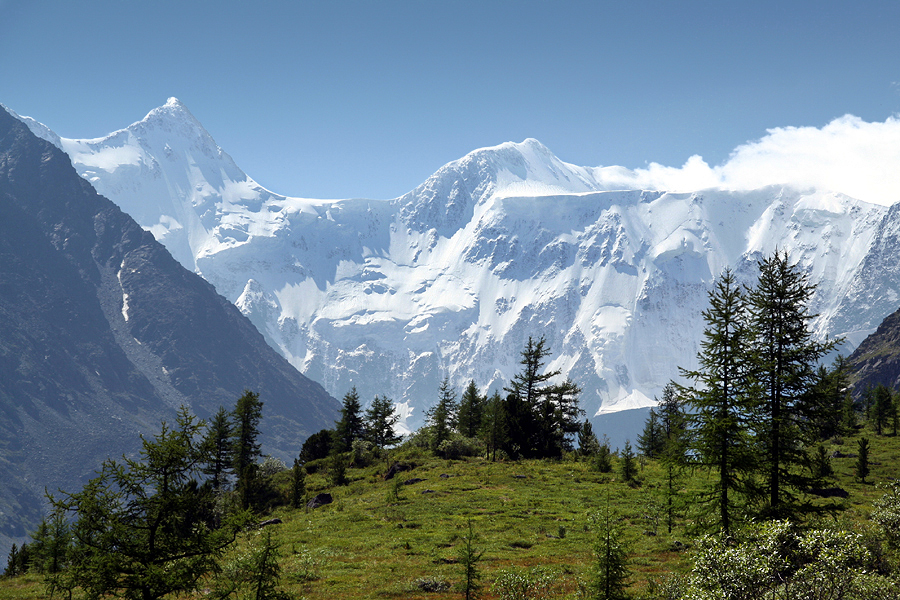
Гора Бєлуха

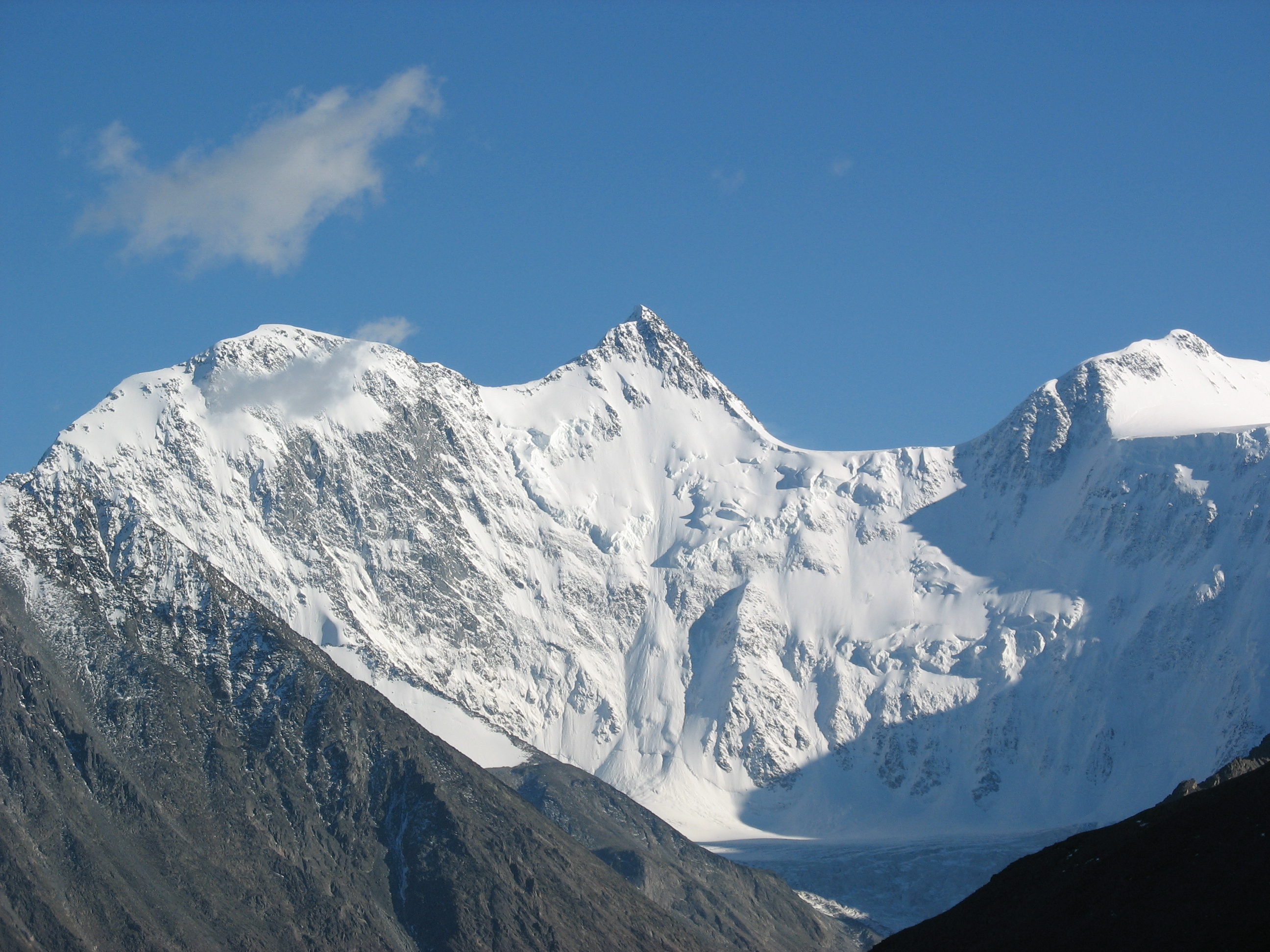
Бєлуха — найвища гора Алтаю і Сибіру

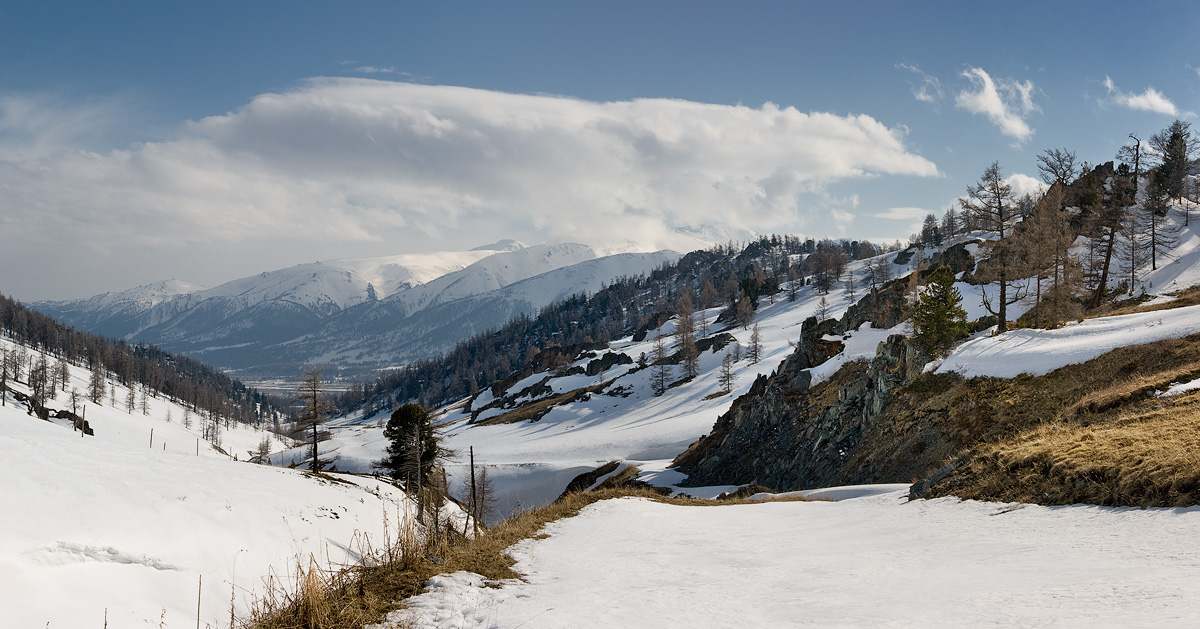
Алтайські гори, Казахстан

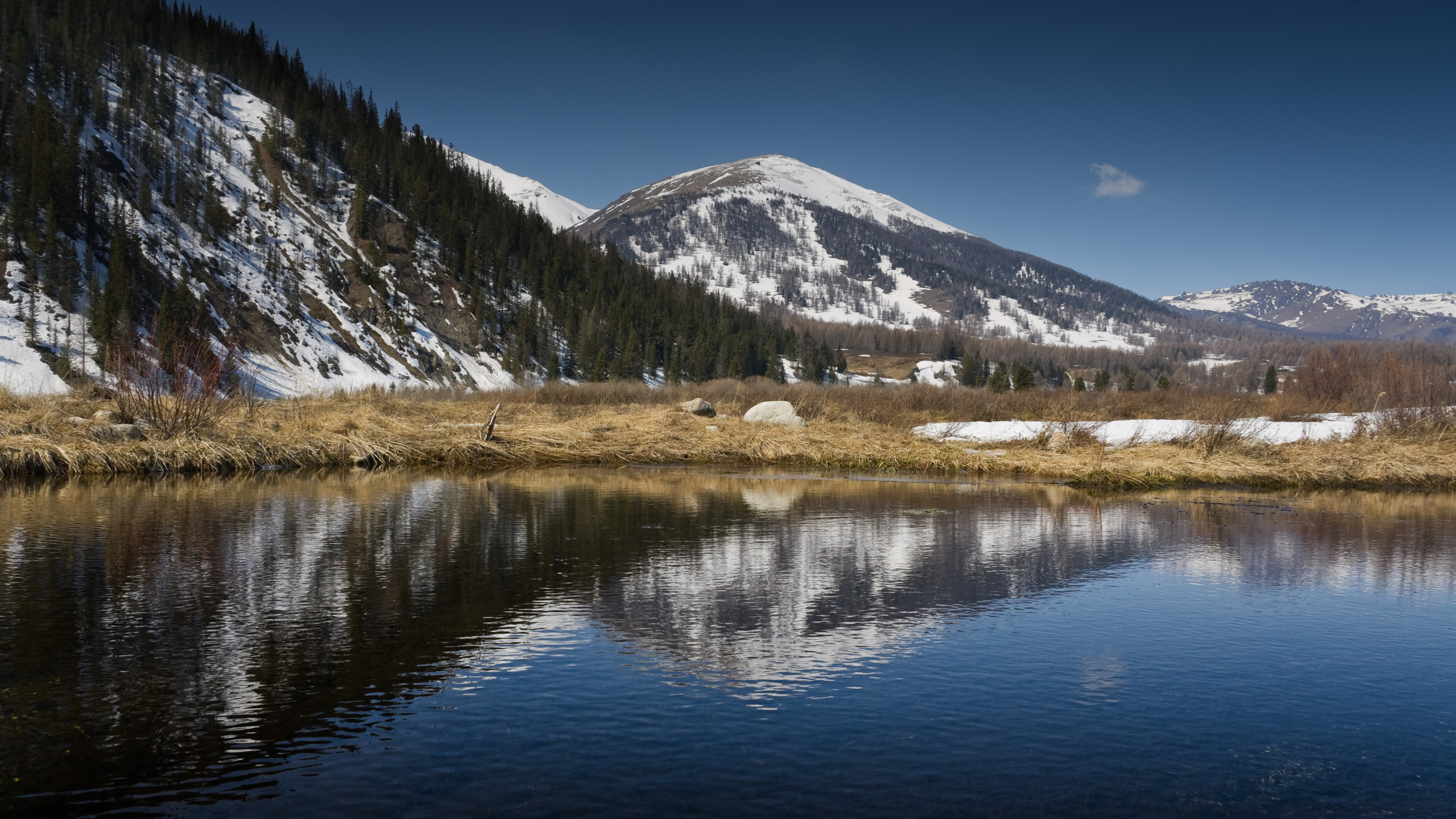
Алтайські гори, Казахстан

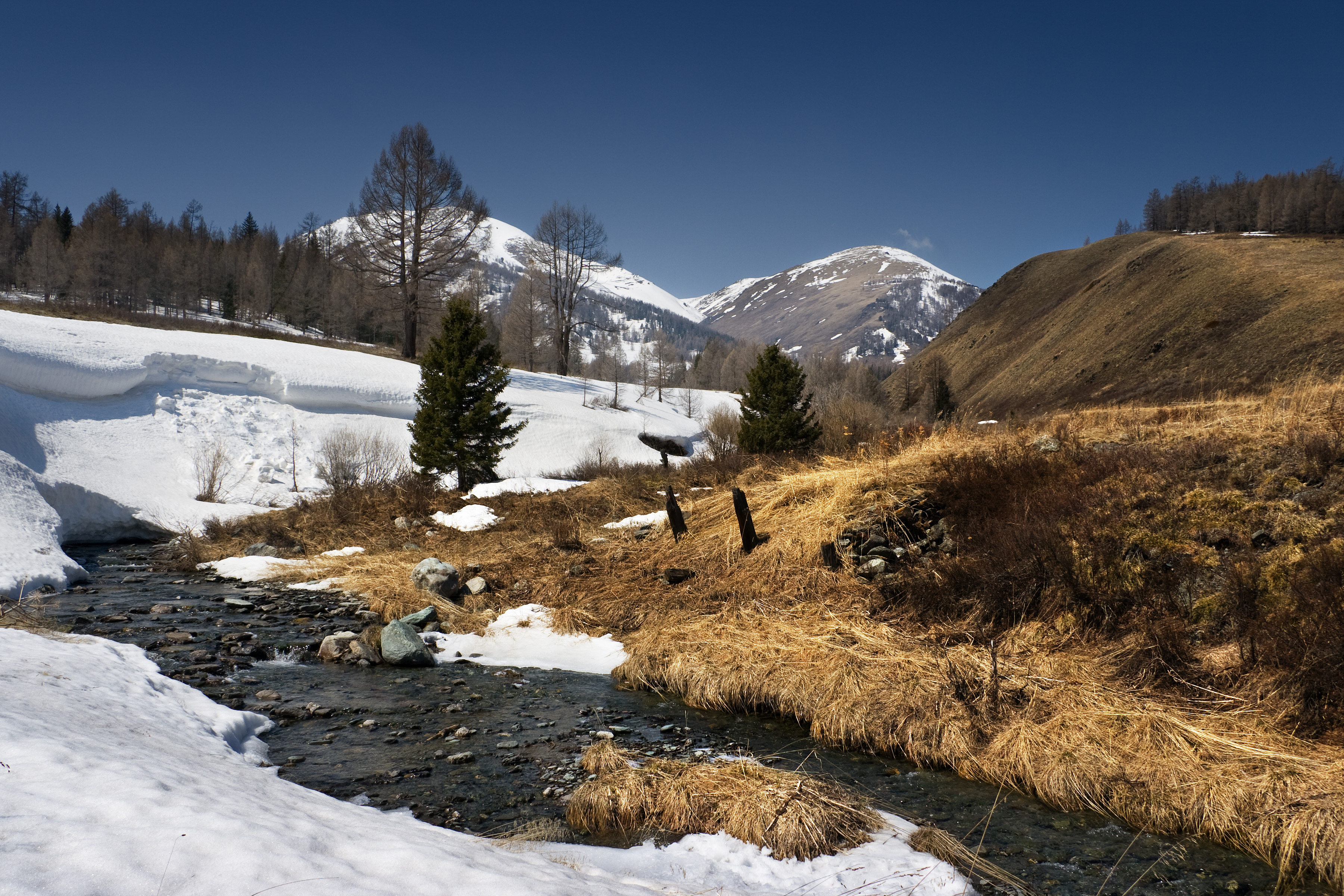
Маркаколь, Алтайські гори, Казахстан

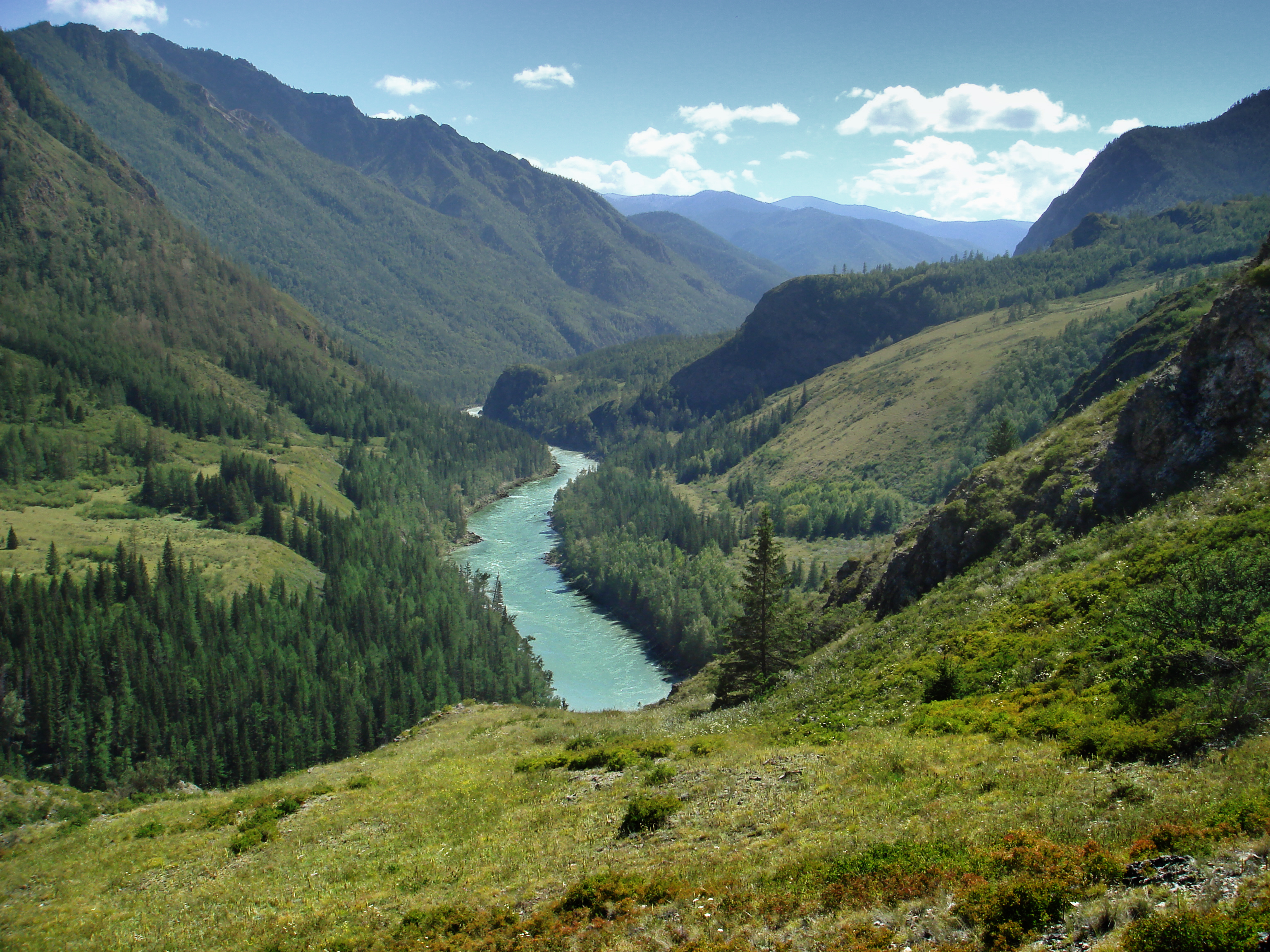
Річка Катунь у Алтаї

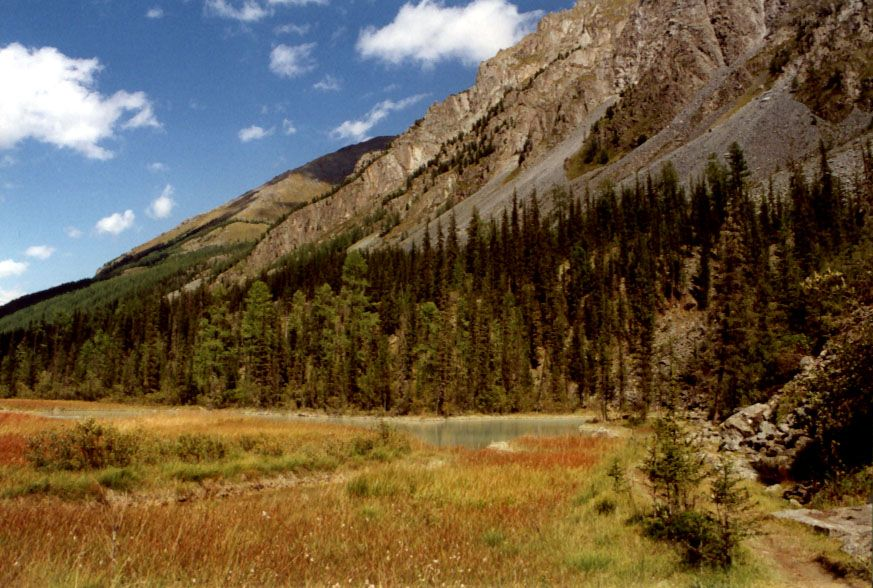
Кучерлинська долина в Алтайських горах

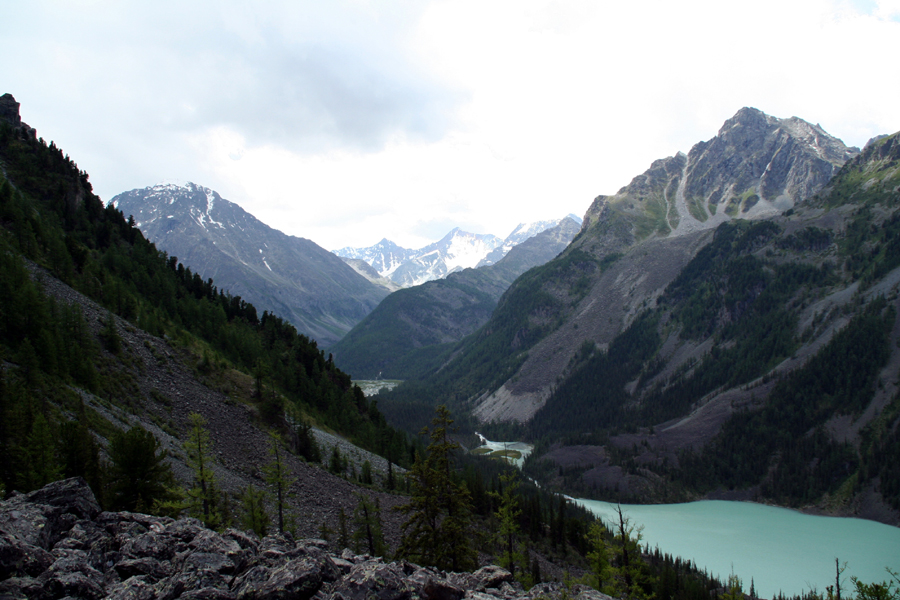
Алтайські гори (озеро Кучерлинське)

Алта́йські гори (рос. Алтайские горы, монг. Алтайн нуруу, каз. Алтай таулары, кит.: 阿尔泰山脉) — гори в Росії, Казахстані, Китаї та Монголії; довжина понад 2000 км; діляться на власне Алтай (найвища вершина Бєлуха, 4506 м), Алтай Монгольський і Алтай Гобійський; розлогі міжгірні улоговини, глибокі долини річок (Катунь, Бухтарма, Чуя, Бія), близько 3500 озер; листяна тайга 70 %, високогірні луки; льодовики; багаті поклади руд металів; Алтайський заповідник (882 тисяч га).
Алтай — гірська країна на південному сході Західного Сибіру, частково заходить у межі Монголії (Монгольський та Гобійський Алтай).

## Рельєф
За характером рельєфу Алтай поділяють на три частини:
- Центральний, або Внутрішній Алтай — найвищий, з різкими альпійськими формами рельєфу. До нього належать високі (від 2 500 до 4 000 м) хребти: Холзун, Катунський (з найвищою вершиною Алтая — горою Бєлуха, 4506 м), Південно-Чуйський, Тігірецький, Коргон, Теректинський, Північно-Чуйський. Західні і північно-західні хребти Центрального Алтаю (Ульбінський, Івановський, Убинський, Коливанський, Бащелакський, Ануйський) нижчі, з середньогірськими формами рельєфу. Для Центрального Алтаю характерні високо підняті (1000 м і більше) широкі міжгірські улоговини, так звані «степи» (Абайський, Канський, Уймонський та інші).
- Південний Алтай — нижчий (2500 — 3500 м), мало розчленований, з високими і труднопрохідними перевалами. До Південного Алтаю належать хребти: Південний Алтай, Курчумський, Азутау, Тарбагатай, Саримсакти, Наримський і плоскогір'я Укок.
- До Східного Алтаю відносять хребти Сайлюгем, Чихачова, Шапшальський та відгалужені від них на заході і півночі нижчі Чули-гаманський, Курайський, Айгулакський, Абаканський. Рельєф Східного Алтаю піднесений, згладжений, з пологистими схилами, куполовидними вершинами. Багато горбастих високих рівнин (Чуйський і Курайський степи, Чулишманське плато).

## Геологія
Алтай в основному складений палеозойськими метаморфічними та осадовими породами, головним чином різноманітними сланцями та пісковиками. Є також вулканогенні породи та інтрузії гранодіоритів, особливо в межах так званого Рудного Алтаю (хр. Коргон, Тігірецький, Коливанський, Ульбінський, Івановський, Убинський). З інтрузіями Рудного Алтаю пов'язане його виняткове багатство на поліметалічні руди.

## Клімат
Клімат Алтаю різко континентальний. Це наслідок значних абс. висот, складного рельєфу і впливу холодних і сухих повітряних мас, що надходять з Північного Льодовитого океану. Зима холодна (пересічні температури січня — 15, —30°), літо тепле (пересічна температура липня +15°). Для Алтаю характерні зимові температурні інверсії, внаслідок яких зима в горах тепліша, ніж на прилеглих рівнинах. Гори Алтаю з висоти 1000—2000 м є потужним конденсатором вологи, яку приносять західні вітри з Атлантичного океану. Розподіл опадів на Алтаї нерівномірний: на схилах гір випадає від 500—600 до 1000—1500 мм на рік, в улоговинах — 300—400 мм. Алтай є областю значного зледеніння.

## Льодовики
Тут налічується 754 льодовики загальною площею 600 км². Найбільші центри зледеніння Алтаю: Катунський хр. (342 льодовики), Південно-Чуйський, Північно-Чуйський та хр. Південний Алтай.

## Річки
Алтай має густу річкову сітку. Більшість річок належить до системи річки Обі (Катунь, Бія, Чулишман, Бухтарма). Річки мають типово гірський характер: багатоводні, швидкі, порожисті, малопридатні для судноплавства та сплаву, мають величезні гідроенергоресурси. Живлення їх снігове, дощове, льодовикове.

## Озера
Найбільші озера: Телецьке та Маркаколь.

## Флора
Алтай — гірсько-лісова країна. На південному заході виразно виявлені висотні рослинні пояси: степовий (до 350—500 м), лісовий (до 2600 м), субальпійський та альпійський. Найпоширеніший лісовий пояс — алтайська тайга (сибірська модрина, смерека, сосна кедрова, ялина, сосна). На північному сході, де сибірська тайга зливається з алтайською, переважають своєрідні густі і похмурі темнохвойні ліси, так звана «чернь» (сосна кедрова, смерека, ялина). На улоговинах, що розташовані серед гір, часто зустрічаються острови гірських степів (Уймонського, Абайського, Канського). Найвище розташований Чуйський степ, який в зв'язку з різко посушливим кліматом має типову рослинність напівпустель.

## Фауна
Різноманітний і багатий тваринний світ Алтаю. Промисловими хутровими звірами є вивірка, соболь, мустела сибірська, лисиця, горностай, бабак. Завезені і акліматизувалися хутрові звірі: ондатра, американська норка, єнот уссурійський.
Цінною твариною Алтаю є марал, роги якого (панти) використовуються у медицині. Маралів розводять у спеціалізованих господарствах. Для збереження і збільшення поголів'я промислових звірів створено в районі Телецького озера великий Алтайський заповідник.

## Особливо охоронювані природні території
До особливо охоронюваних природних територій входять 5 об'єктів, які називаються Золоті гори Алтаю:
- Алтайський заповідник,
- Охоронна смуга навколо Телецького озера,
- Катунський заповідник,
- природний парк Бєлуха[ru],
- Зона спокою Укок[ru][1].